# Ніколь Ремі
Ніколь Ремі (нім. Nicole Remis; нар. 28 січня 1980) — колишня австрійська тенісистка.
Найвищу одиночну позицію світового рейтингу — 283 місце досягла 22 вересня 2003, парну — 323 місце — 29 листопада 1999 року.
Здобула 1 одиночний та 3 парні титули.

## Фінали ITF
| турніри $25,000 |
| турніри $10,000 |

### Одиночний розряд: 3 (1–2)
| Результат | Ранг | Дата            | Турнір             | Покриття | Суперниця        | Рахунок       |
| --------- | ---- | --------------- | ------------------ | -------- | ---------------- | ------------- |
| Перемога  | 1.   | 29 вересня 1997 | Лечче, Італія      | Ґрунт    | Беттіна Ауер     | 6–2, 3–2 ret. |
| Поразка   | 1.   | 1 грудня 1997   | Каїр, Єгипет       | Ґрунт    | Алена Пауленкова | 3–6, 3–6      |
| Поразка   | 2.   | 17 травня 1999  | Зальцбург, Австрія | Ґрунт    | Ванесса Генке    | 7–6, 4–6, 4–6 |

### Парний розряд: 6 (3–3)
| Результат | Ранг | Дата              | Турнір                   | Покриття | Партнерка        | Суперниці                           | Рахунок       |
| --------- | ---- | ----------------- | ------------------------ | -------- | ---------------- | ----------------------------------- | ------------- |
| Перемога  | 1.   | 1 грудня 1997     | Каїр, Єгипет             | Ґрунт    | Б'янка Кампер    | Юлія Адльбрехт Беттіна Ауер         | 6–2, 6–2      |
| Поразка   | 1.   | 8 грудня 1997     | Ісмаїлія, Єгипет         | Ґрунт    | Б'янка Кампер    | Беранжер Карпаншиф Селіма Сфар      | 3–6, 6–7(5–7) |
| Поразка   | 2.   | 13 серпня 2000    | Ріміні, Італія           | Тверде   | Жофія Губачі     | Марет Ані Маргіт Рйтель             | 6–3, 3–6, 5–7 |
| Перемога  | 2.   | 5 листопада 2002  | Вільнав-д'Орнон, Франція | Ґрунт    | Б'янка Кампер    | Наташа Рандріантефі Кільдін Шевальє | 6–3, 6–4      |
| Перемога  | 3.   | 10 листопада 2002 | Гавр, Франція            | Ґрунт    | Б'янка Кампер    | Драгана Ілич Делія Сезкіоряну       | 6–2, 6–2      |
| Поразка   | 3.   | 27 квітня 2003    | Таранто, Італія          | Ґрунт    | Делія Сезкіоряну | Наталі Грандін Кім Грант            | 2–6, 1–6      |